# Chlooracetylchloride
Chlooracetylchloride is een toxische en corrosieve organische verbinding met als brutoformule C2H2Cl2O. De stof komt voor als een kleurloze tot lichtgele vloeistof met een scherpe geur, die reageert met water onder vorming van zoutzuur.

## Synthese
Op industriële schaal wordt chlooracetylchloride bereid carbonylering van dichloormethaan, de oxidatie van 1,1-dichlooretheen of de additie van chloorgas aan een keteen.
Op laboratoriumschaal kan het ook bereid worden uit reactie van chloorazijnzuur met thionylchloride, fosforpentachloride of fosgeen.

## Eigenschappen en reacties
Chlooracetylchloride is een bifunctionele molecule: het acylchloride-deel vormt esters en amiden, terwijl het andere deel van de molecule in staat is reacties met andere verbindingen aan te gaan, zoals met amines. Chlooracetylchloride kan bijvoorbeeld gebruikt worden bij de synthese van lidocaïne:

## Toepassingen
De belangrijkste toepassing van chlooracetylchloride is als intermediair in de productie van adrenaline, diclofenac, diazepam en de herbiciden alachloor, acetochloor en butachloor. Het wordt ook aangewend in de synthese van chlooracetofenon, een ander intermediair, dat onder meer als traangas wordt gebruikt. Chlooracetofenon wordt bereid middels een Friedel-Craftsacylering van benzeen, met aluminiumchloride als katalysator:

## Toxicologie en veiligheid
Chlooracetylchloride ontleedt bij verhitting, met vorming van giftige en corrosieve dampen, onder andere fosgeen en waterstofchloride. Het reageert hevig met water, alcoholen, metalen in poedervorm en talrijke organische bestanddelen, waardoor kans op vergiftigings-, brand- en ontploffingsgevaar ontstaat. Het vormt bij contact met (vochtige) lucht een corrosief gas.
Chlooracetylchloride is een lacrimator en veroorzaakt bijgevolg tranende ogen. Het is irriterend voor de ogen en corrosief voor de huid en de luchtwegen. Inademing van damp of aerosol kan longoedeem veroorzaken. De stof kan schadelijke effecten hebben op het hart- en bloedvaten. Blootstelling ver boven de toegestane blootstellingsgrenzen kan de dood veroorzaken.